# Mantojärvi (sjö, lat 67,55, long 25,73)
Mantojärvi är en sjö i Finland. Den ligger i kommunen Kittilä i landskapet Lappland, i den norra delen av landet, 800 km norr om huvudstaden Helsingfors. Mantojärvi ligger 201,3 meter över havet. Arean är 6,6 hektar och strandlinjen är 1,29 kilometer lång. Sjön  ingår i Kemi älvs huvudavrinningsområde. 